# Bambali (Internet-Tauschbörse)
Bambali war eine 2004 gegründete deutsche Internet-Tauschbörse für Waren und Dienstleistungen. Das Projekt ist privat organisiert und unabhängig. Der Betrieb wurde zum 31. März 2020 eingestellt.

## Geschichte
Bambali wurde im Sommer 2004 als kostenlose Tauschplattform für Waren und Dienstleistungen geschaffen, mit der Absicht, eine Internet-Plattform nach dem Prinzip lokaler Tauschringe anzubieten. Die Plattform war ein weiterer Versuch im Bereich der Online-Tauschbörsen, wie ihn bereits Jahre zuvor die Zweite Hand unternahm.
Im Juli 2012 wurde auf eine neue Software umgestellt und die Währung in Bambali-Taler umbenannt. Die Plattform wurde im Zuge dieses Updates wesentlich reformiert.
Über die Tauschbörse Bambali wurde 2007 und 2008 in Testvergleichen mit anderen Internet-Tauschbörsen berichtet.

## Funktionsweise
Mitglieder der Tauschplattform konnten Tauschinserate veröffentlichen und persönliche Nachrichten untereinander austauschen. Wurde ein Tauschgeschäft auf diese Weise ausgehandelt, kam es in der Regel zum Abschluss eines Tauschvertrages direkt zwischen den Mitgliedern.
Im Rahmen des Tauschhandels wurde entweder direkt getauscht (Ware gegen Ware) oder es wurde die bambali-eigene Tauschwährung (Bambali-Taler) verwendet. Schenken war auch möglich. Kauf und Verkauf war unter bestimmten Bedingungen erlaubt, vor allem in einer eigenen Rubrik "Kauf/Verkauf" und in Form von Kleinstbeträgen, nachrangiger Zuzahlung oder Briefmarken. Alle Tauschmodalitäten, wie beispielsweise Art der Warenübergabe, Versand und Gewährleistung oblagen bei Bambali den Tauschparteien – hierfür wurden seitens des Betreibers keine Vorgaben gemacht.

## Komplementärwährung

### Version 1 (bis 2012)
Die plattformeigene Tauschwährung folgte bis Juli 2012 einem besonderen System der Geldschöpfung, das speziell für Bambali entwickelt wurde. Es funktionierte in seinen Grundzügen so, dass jedes Mitglied, das sich mittels eines Identifikations-Antrages erfolgreich bei der Plattform-Administration auswies, einen Tauschkredit ("Tausch-Dispo") erhielt. Jedes identifizierte Mitglied erhielt hierbei einen Basiskredit im gleichen Umfang, der zusätzlich durch einen Mechanismus zur Linderung von Hortungseffekten erweitert wurde. In diesem System waren die alternativwirtschaftlichen Wurzeln der Tauschplattform deutlich zu erkennen.

### Version 2 (ab 2012)
Ab Juli 2012 wurde das kreditbasierte Geldsystem von einem leistungsbasierten System abgelöst. Der Tausch-Dispo entfiel völlig, weil er anfällig für Überschuldung und Mitnahmeeffekte war, wie sie häufig auch in lokalen Tauschringen auftreten. Stattdessen wurden Teilnehmer für bestimmte Aktivitäten mit Talern belohnt.
Taler wurden nun nicht mehr ausschließlich zu Tauschzwecken zwischen Tauschpartnern genutzt, sondern waren auch für bestimmte Funktionen der Plattform erforderlich. Sie konnten zum Schalten, Pushen und Verlängern der Inserate genutzt werden oder in Lose für das "Bambali-Lotto" (ein wöchentliches Gewinnspiel) eingetauscht werden. Auch konnten Bambali-Taler direkt auf der Plattform zum Kauf angeboten oder gesucht werden.

## Sicherheitsvorkehrungen
Eine grundsätzliche Kontrolle der Mitglieder-Identität durch den Betreiber war nicht vorgesehen. Es gab jedoch ein 3-gliedriges Sicherheitskonzept, das es den Mitgliedern ermöglichte, Tauschpartner einzuschätzen.

### Bewertungssystem
Wie zuverlässig einzelne Mitglieder dieser Tauschplattform waren, erkannte man an den Bewertungen und Kommentaren, die Tauschpartner im Nutzerprofil jedes Mitglieds hinterlassen konnten. Bewertungen wurden bei Bambali (im Gegensatz zu vielen populären Online-Marktplätzen) pro Kopf vergeben, da es an einem System zur exakten Nachverfolgung einzelner Tauschvorgänge mangelte.

### Kontaktlisten
Jeder Nutzer pflegte zwei Kontaktlisten (ähnlich einem Adressbuch). Die Liste "Tauschfreunde" enthielt positive Kontakte, die Liste "Tauschtrolle" enthielt negative Kontakte. Im Nutzerprofil jedes Mitglieds war öffentlich einsehbar, wie oft positive oder negative Einträge für das Mitglied verzeichnet waren.

### ID-Mitgliedschaft
Die persönlichen Daten der Mitglieder waren üblicherweise geheim und auch während der Registrierung nicht erforderlich. Es stand jedem Mitglied frei, online einen ID-Nachweis zu erbringen. Hierzu musste ein Ausweisdokument hochgeladen werden. Der Betreiber prüfte das Dokument und gab die ID-Mitgliedschaft frei. ID-Mitglieder konnten gegenseitig Namen und unter bestimmten Bedingungen die Anschrift im Nutzerprofil sehen.